# Mario Botter

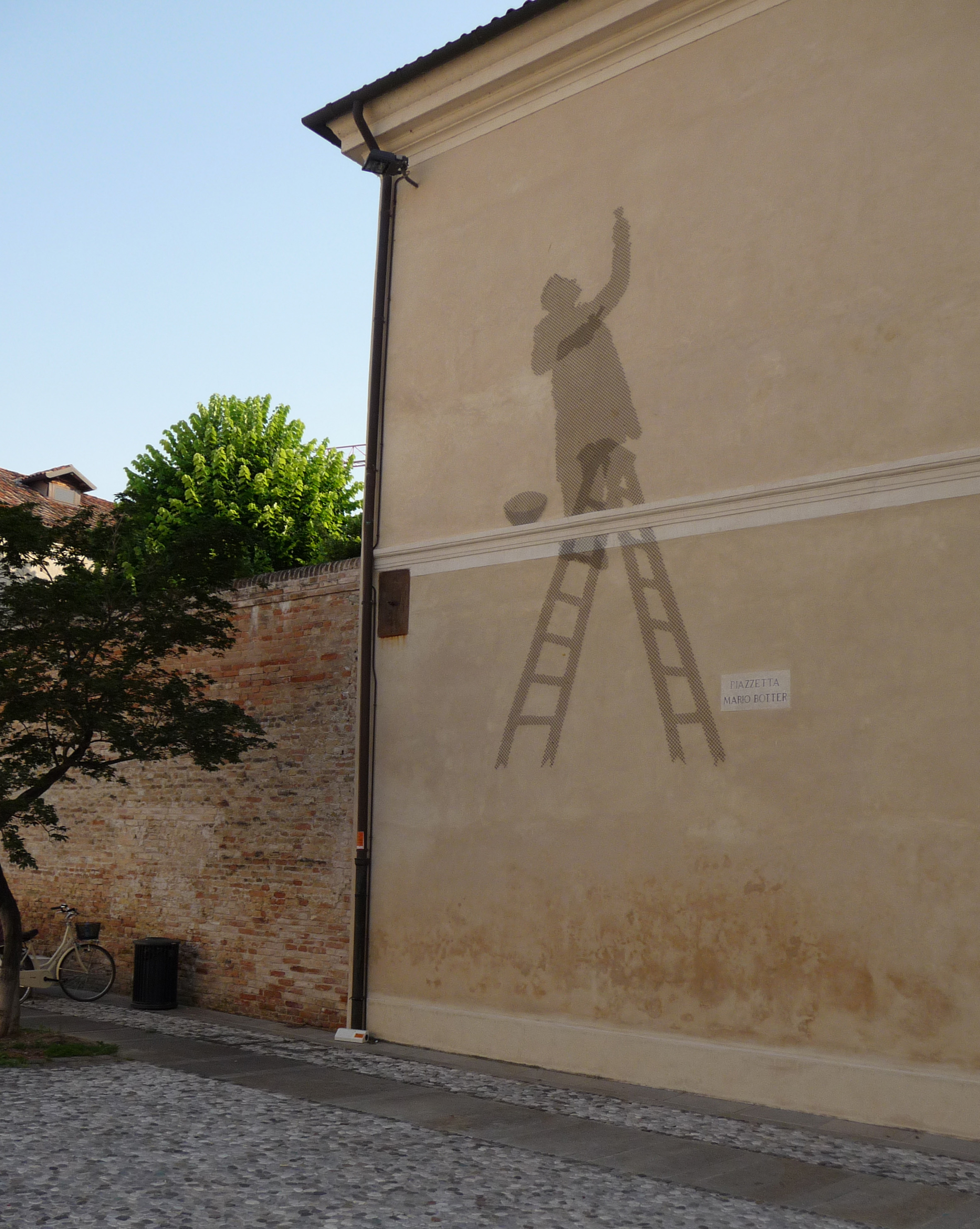
Installazione dedicata a Mario Botter nell'omonima piazza a Treviso.

Mario Botter (Treviso, 15 luglio 1896 – 3 settembre 1978) è stato un restauratore italiano.

## Biografia
Secondogenito del pittore Girolamo Botter (1855-1929), si formò alternandosi tra la scuola e la bottega di famiglia.
Convinto irredentista, durante la grande guerra fu arruolato nei Granatieri di Sardegna e cadde prigioniero, finendo in un campo ungherese. Le sue doti artistiche furono però notate dall'ufficiale comandante, che lo inviò a Budapest per sovrintendere ad alcuni scavi archeologici. Rientrato in Italia al termine del conflitto, il suo fervente patriottismo lo spinse subito a ripartire per prendere parte all'Impresa di Fiume.
Conclusa anche questa esperienza, tornò a Treviso dove fece fortuna come restauratore, inizialmente a fianco del padre. Divenuto ben presto un riferimento del settore, si distinse per la sua capacità nell'individuare antichi affreschi nascosti sotto strati di intonaco successivi - Giuseppe Mazzotti lo definì "rabdomante degli affreschi". Di grande importanza le sue scoperte nelle chiese cittadine di San Nicolò (Annunciazione della sagrestia) e a San Vito (ciclo della cappella del Redentore), ma anche i restauri che restituirono il lustro originale alle opere di Paolo Veronese a villa Barbaro.
Con lo scoppio della seconda guerra mondiale, fu richiamato alle armi con il grado di capitano. Dopo un breve periodo a Genova, fu posto al comando delle truppe di arresto di stanza sull'isola Lussinpiccolo. In questa occasione diresse una campagna archeologica ad Ossero che portò alla luce notevoli reperti di epoca romana. Dopo l'armistizio di Cassibile tornò a Treviso, dove riprese la sua attività, sebbene in clandestinità per evitare l'arruolamento nella Repubblica Sociale Italiana; in particolare, proseguì i restauri commissionatigli prima del conflitto dalla Curia vescovile. Il 7 aprile 1944, mentre lavorava a Santa Maria Maggiore, la città fu investita da un bombardamento alleato; uscì quindi allo scoperto e si propose al Comando tedesco come sovrintendente al recupero delle opere d'arte, ottenendo alcuni soldati di supporto. Di questo periodo si ricordano il salvataggio del palazzo dei Trecento con Ferdinando Forlati (gravemente danneggiato, stava per essere demolito perché ritenuto irrecuperabile) e la scoperta degli affreschi Santa Caterina.
Nel dopoguerra ebbe la nomina a Ispettore onorario per la conservazione dei monumenti e degli oggetti d'antichità e d'arte per la provincia di Treviso. Questa attività, unita al suo carattere caparbio e intransigente, lo portò a continui scontri con quanti erano coinvolti nella ricostruzione e temevano che la Soprintendenza potesse bloccare la propria attività.
La sua attività fu portata avanti dal figlio Girolamo detto Memi (1930-2010), che collaborava con il padre sin dai tempi dell'ultimo conflitto. 
A lui è dedicata la piazzetta prospiciente l'ingresso del Complesso di Santa Caterina, sede principale dei Musei civici di Treviso.

## Principali interventi di restauro
- Maser, Villa Barbaro, affreschi di Paolo Veronese
- Treviso, Complesso di Ca' da Noal
- Treviso, Chiesa di Santa Caterina, affreschi di Tomaso da Modena e altri.

## Opere
- Treviso: ritrovamenti vari, Accademia Nazionale dei Lincei, Roma, 1952.
- La villa Giustinian di Roncade, ed. Canova, Treviso, 1955.
- Ornati a fresco di case trivigiane, Treviso, 1955.
- La Villa Molin di Vincenzo Scamozzi in Padova, ed. Canova, Treviso, 1961.